# IC 4702
IC 4702 ist eine linsenförmige Galaxie vom Hubble-Typ SB0/a im Sternbild Pfau am Südsternhimmel. Sie ist schätzungsweise 199 Millionen Lichtjahre von der Milchstraße entfernt und hat einen Durchmesser von etwa 90.000 Lichtjahren.
Das Objekt wurde am 14. September 1901 von DeLisle Stewart entdeckt.